# Шаровидка скарабейная
Шаровидка скарабейная (Sphaeridium scarabaeoides) — вид жуков из семейства водолюбов подсемейства Hydrophilinae.

## Описание
Тело шарообразно-яйцевидное длиной 5,7 мм, чёрного цвета. На надкрыльях по кровяно-красному пятну на основании и по жёлтому пятну у вершины. Ноги жёлто-бурые. Надкрылья сзади округлены отдельно. Последний членик лапок у самца утолщён и имеет неровные ноготки.
Вид распространён в Палеарктике. Живёт в навозе коров и лошадей. Самка откладывает яйца прямо в навоз и плетёт вокруг них паутину. Личинки живут и развиваются затем в навозе.